# Батеево (разъезд)
Батеево (чув. Патти разъезчĕ) — упразднённый разъезд в Урмарском районе Чувашской Республики Российской Федерации. Входил в состав Чубаевского сельского поселения. Упразднён в 2025 году.

## География
Располагался у одноимённого железнодорожного разъезда Приволжской железной дороги. Расстояние до Чебоксар 75 км, до райцентра 8 км.

## История
Разъезд возник в 1938 году в связи со строительством железнодорожного разъезда на линии Канаш — Свияжск.

## Население
| 2010 | 2015 |
| ---- | ---- |
| 2    | →2   |

Число дворов и жителей: в 1939 — 23 мужчины и 4 женщины; 1979 — 1 мужчина и 3 женщины; 2002 — 4 двора, 11 чел.: 8 мужчин, 3 женщины; 2010 — 1 домохозяйство, 2 мужчин.